# Miguel Cardoso
José Miguel Azevedo Cardoso, född 28 maj 1972, känd som Miguel Cardoso, är en fotbollstränare från Portugal. I sin karriär har han tränat fem stora lag, Rio Ave FC (Portugal), FC Nantes (Frankrike), Celta Vigo (Spanien), Esperance Sportive de Tunis (Tunisien) och AEK (Grekland). Det första av dessa tränaruppdrag, Rio Ave, var från juni 2017 till juni 2018. Hans senaste lag AEK från Aten tränade han bara i fyra matcher, sedan blev han sparkad. Från och med den 12 januari 2024 är han tränare i tunisiska klubben Esperance Sportive de Tunis.